# Harry Hawker

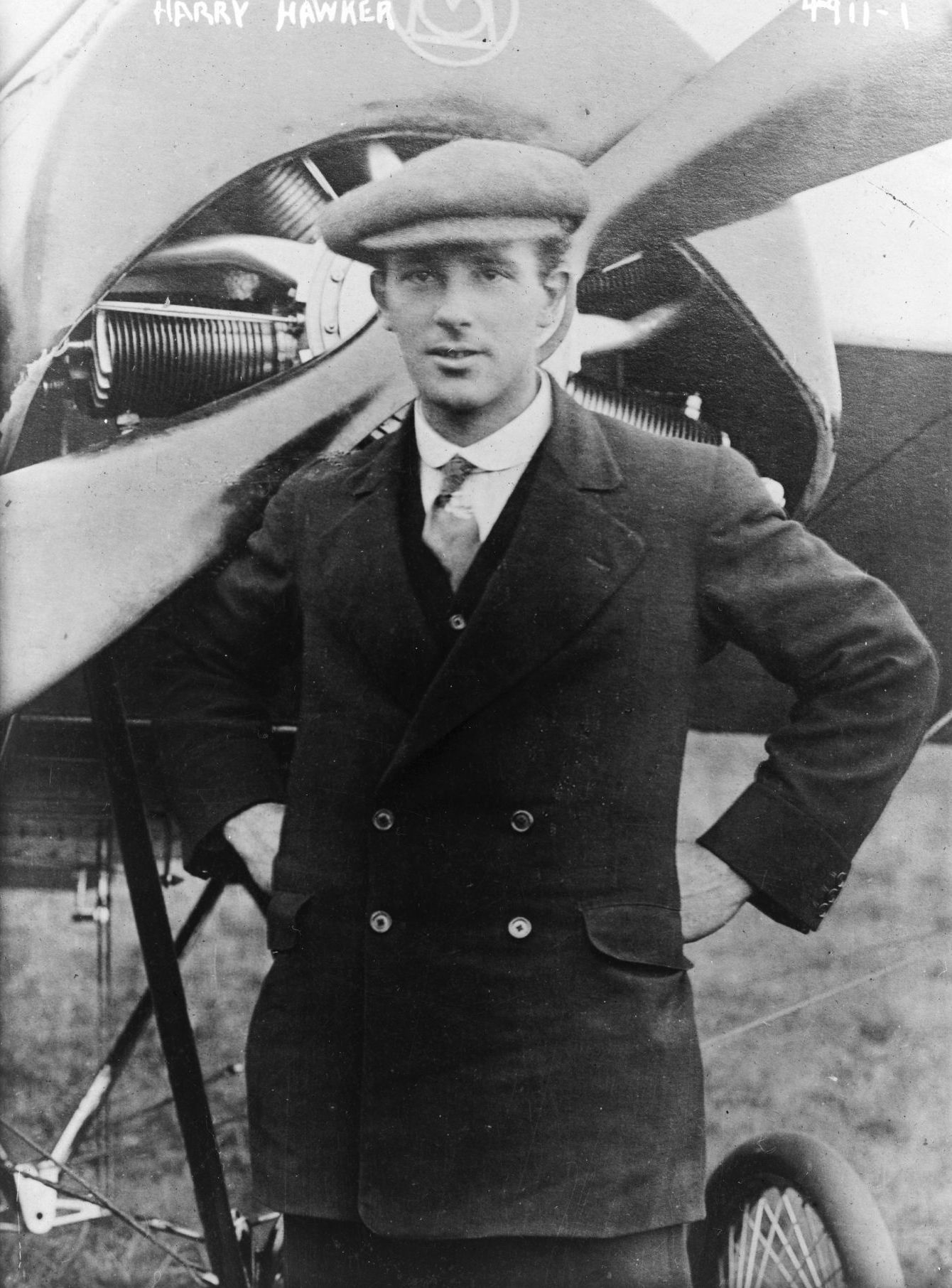
Harry Hawker

Harry George Hawker (* 22. Januar 1889 in Moorabbin, Victoria; † 12. Juli 1921 Hendon Aerodrome bei London) war ein australischer Luftfahrtpionier. Er war Pilot und Mitbegründer der Firma Hawker Aviation.

## Leben
Hawker kam 1912 nach England und entschied sich an der jungen Luftfahrt teilzuhaben. Er wurde Fluglehrer und betrieb einige Hangars in Brooklands (Weybridge), bis er Cheftestpilot von Thomas Sopwith wurde. Als solcher flog er 1914 in Australien eine Sopwith Tabloid vor. Das Flugzeug wurde dabei beschädigt. Hawker ging zurück nach England und flog während des Ersten Weltkrieges die neuen Flugzeuge von Sopwith Probe.
Nach dem Krieg startete er im Mai 1919 eine Atlantiküberquerung mit einer Sopwith Atlantic in west-östlicher Richtung, die beinahe tragisch endete. Er musste notwassern und wurde von einem Frachter aufgefischt. Trotz allem gewann er einen Preis der Daily-Mail über 5000 Pfund für den ersten Flug von über 1000 Meilen über den offenen Ozean. Im September 1920 wurde die Firma Sopwith liquidiert, um Steuernachforderungen vorzubeugen. Hawker, Thomas Sopwith, Fred Sigist und Bill Eyre gründeten die H.G. Hawker Engineering Co. Ltd., eine Vorgängerfirma von Hawker Siddeley.
Hawker starb bei einem Flugzeugabsturz während eines Übungsfluges für eine Flugshow. Als Grund werden ein Feuer an Bord und seine Behinderung durch eine Wirbelsäulenerkrankung (Pott-Gibbus) vermutet.